# Siracusai székesegyház
A Siracusai székesegyház vagy Kisboldogasszony-székesegyház (olaszul: Cattedrale metropolitana della Natività di Maria Santissima) egy katolikus templom Siracusában, Szicíliában. Egyben itt található a Siracusai főegyházmegye székhelye is. Eredetileg egy görög, dór templomként épült, ami miatt 2005 óta szerepel az UNESCO Világörökségi listáján. A székesegyház a városhoz tartozó Ortigia-sziget közepén található. 

## Történelem
A templom eredete már az ókorból datálható, amikor a Kr. e. 5. században épült Athéné Templomának. Az ókori templom dór rendszerben épült, rövidebbik oldalain 6, a hosszabbik oldalain pedig 14 oszloppal. Platón és Athenáiosz is megemlítette a templomot.  Kr.e 70-ben Cicero szót emelt a templom díszeinek a lopása ellen, amit Verres kormányzásának a bűneként említett meg.
A jelenlegi katedrálist Zosimo püspök építtette a 7. században. Az akkori dór oszlopokat beépítették az új templom falába. Szicília arab megszállásával 878-ben a katedrálist mecsetté alakították. 1085-ben I.Roger vezetésével a normannok kiűzték Szicíliából az arabokat, így visszaállították az épületet templommá. A főhajó tetőszerkezete ebből, a normann korból való, csakúgy, mint az apszis mozaikképei. Az 1693-as szicíliai földrengés következtében súlyos károk keletkeztek.  A homlokzatot Andrea Palma építtette újjá 1725 és 1753 között, két sor korinthoszi oszloppal, és Ignazio Marabitti szobraival. Az oszlopokon akantuszlevél van díszítőmotívumként. 

## Leírása
A katedrális falaiban még ma is láthatók a régi templom oszlopai. A görög kori épületnek három lépcsőfoka volt. A templomnak egy fő- és két mellékhajója van. A belső részben található a márvány szenteltvíz-tartó,a 12-13. századból és Szent Lúcia ezüst szobra 1599-ből, Pietro Rizzo munkája nyomán. Valamint Luigi Vanvitelli cibóriuma, és a Madonna a hóban szobor Antonello Gagini nyomán 1512-ből. 

## Galéria

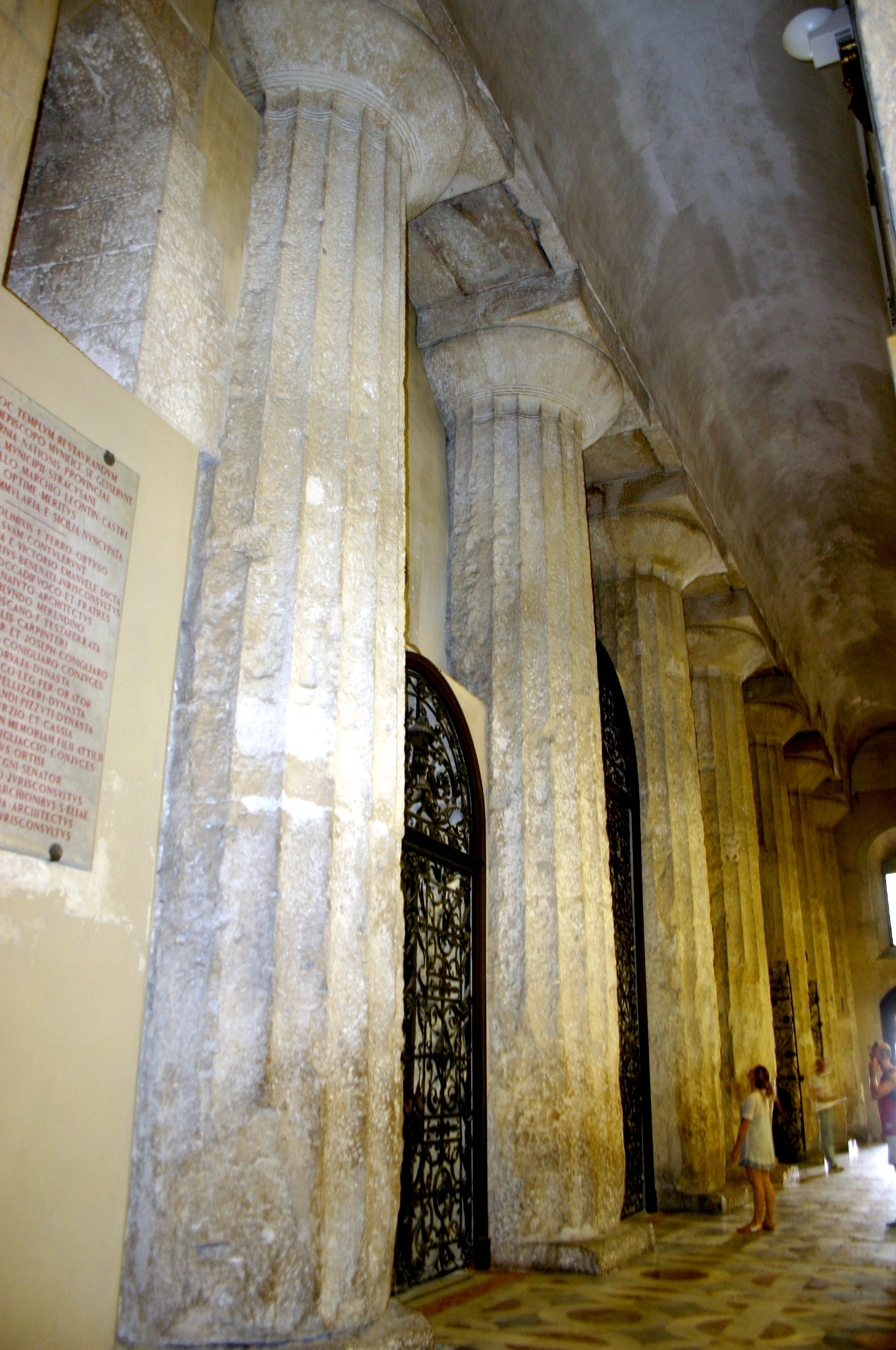
Athéné Templomának egykori oszlopai, ma a katedrál falában
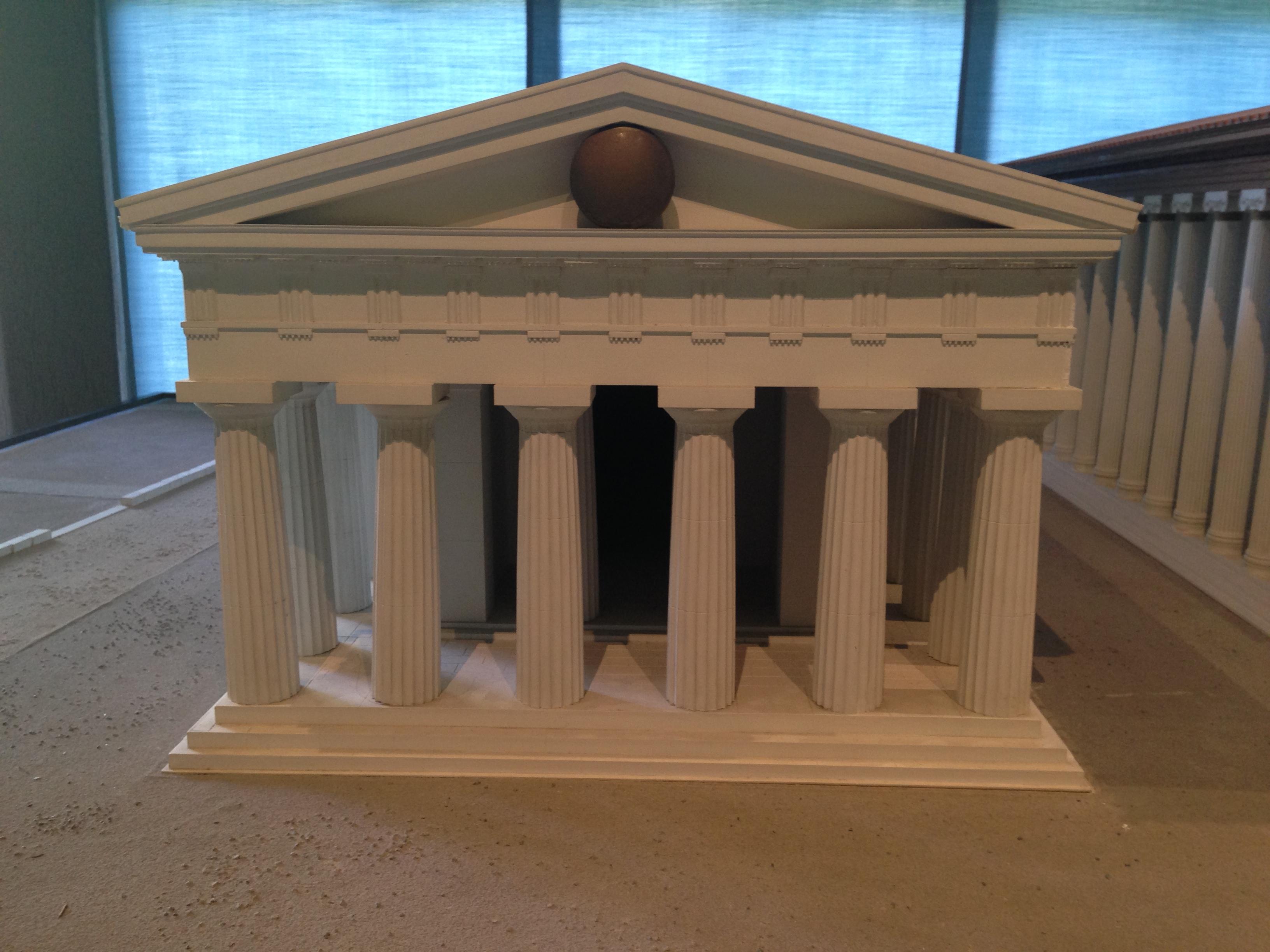
A templom dór homlkozatának rekonstrukciója
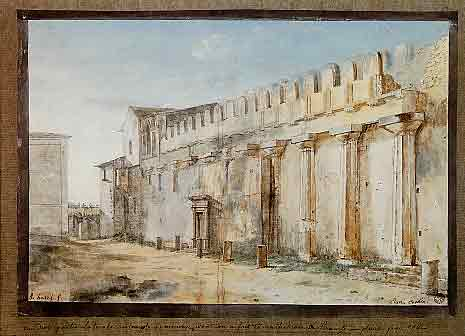
Jean-Pierre Houël vízfestménye 1776-ból
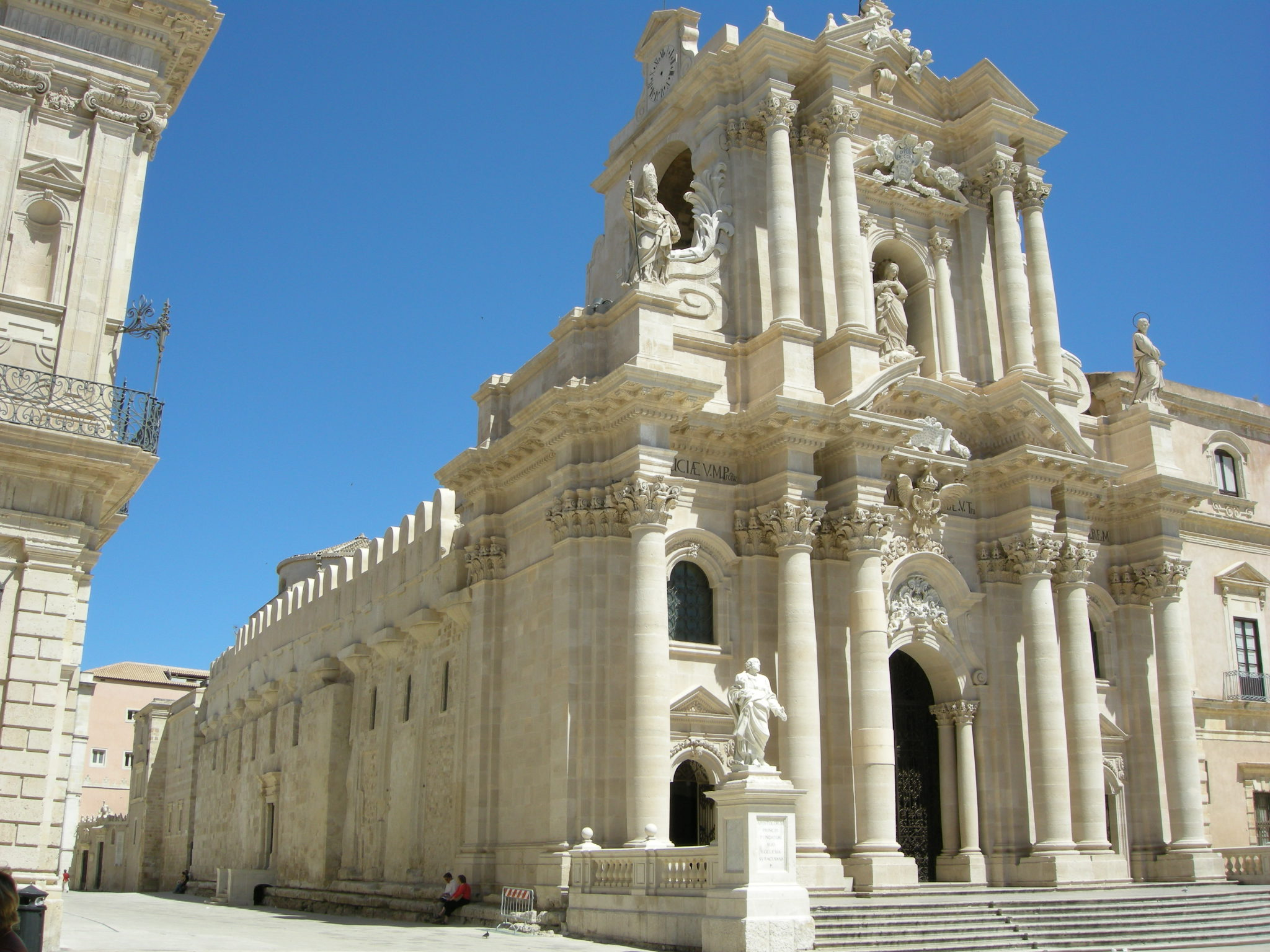
Homlokzat és oldalszárny
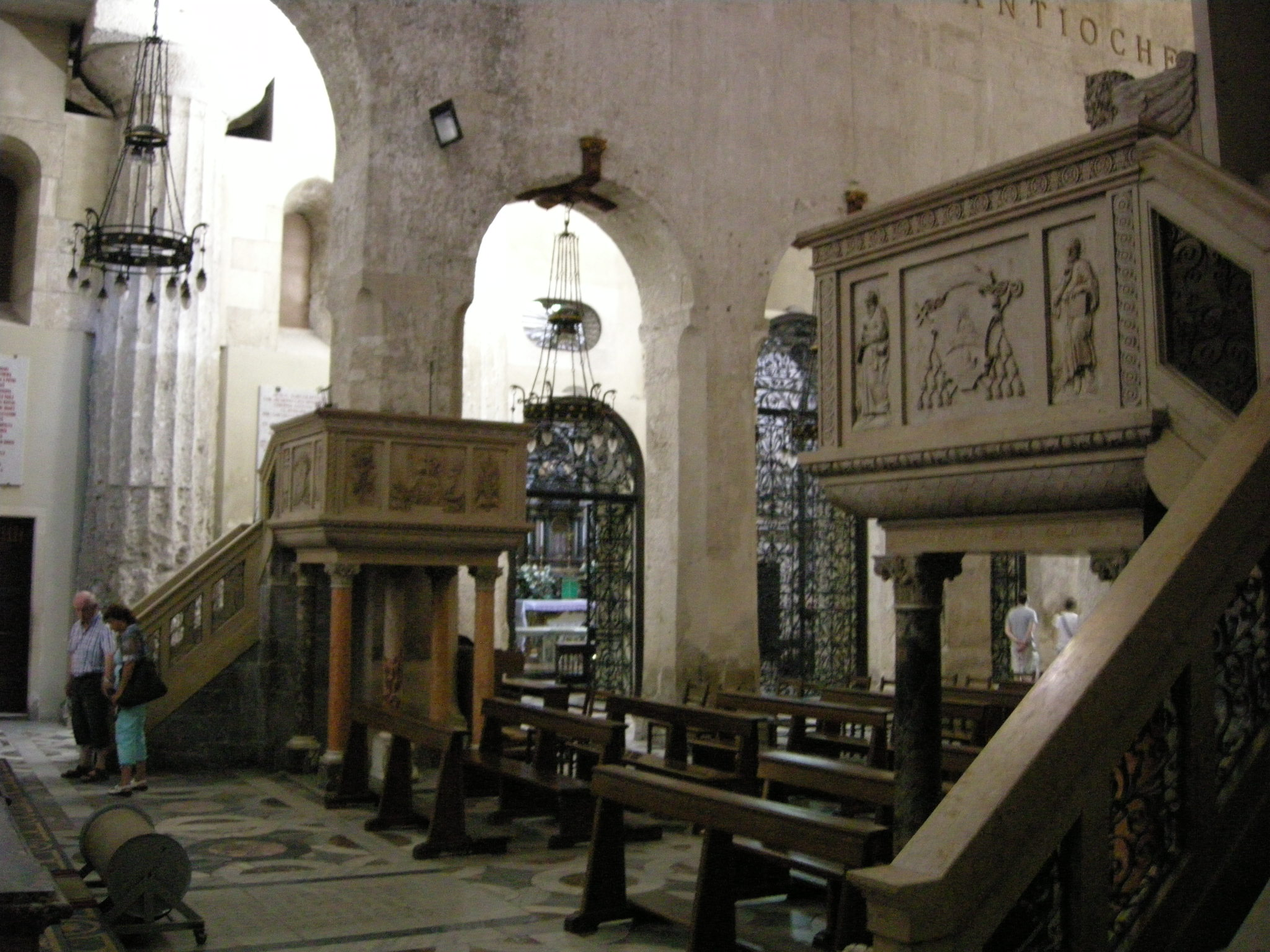
Belsőtér, szószék
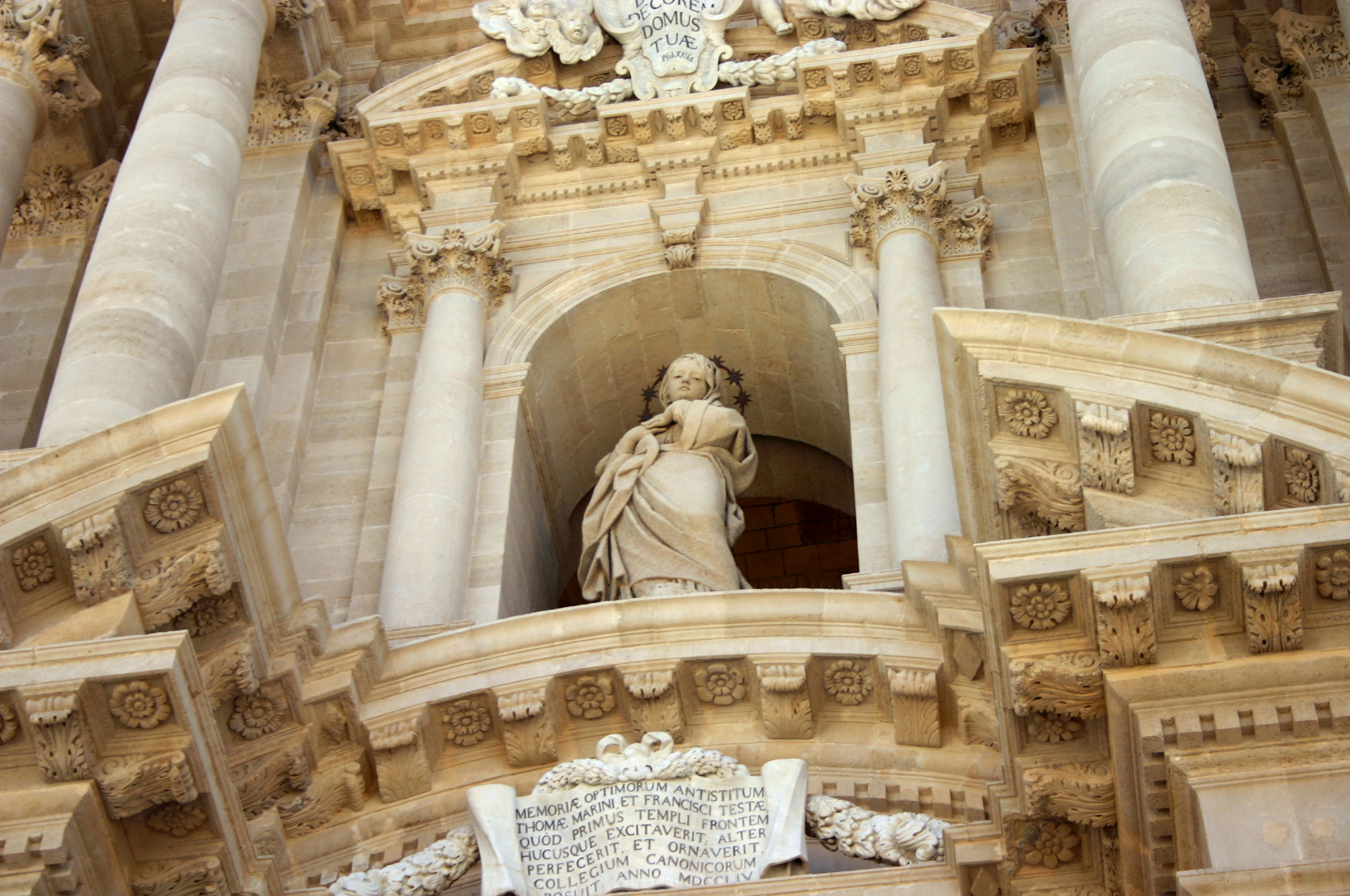
Marabitti, Szűz szobra
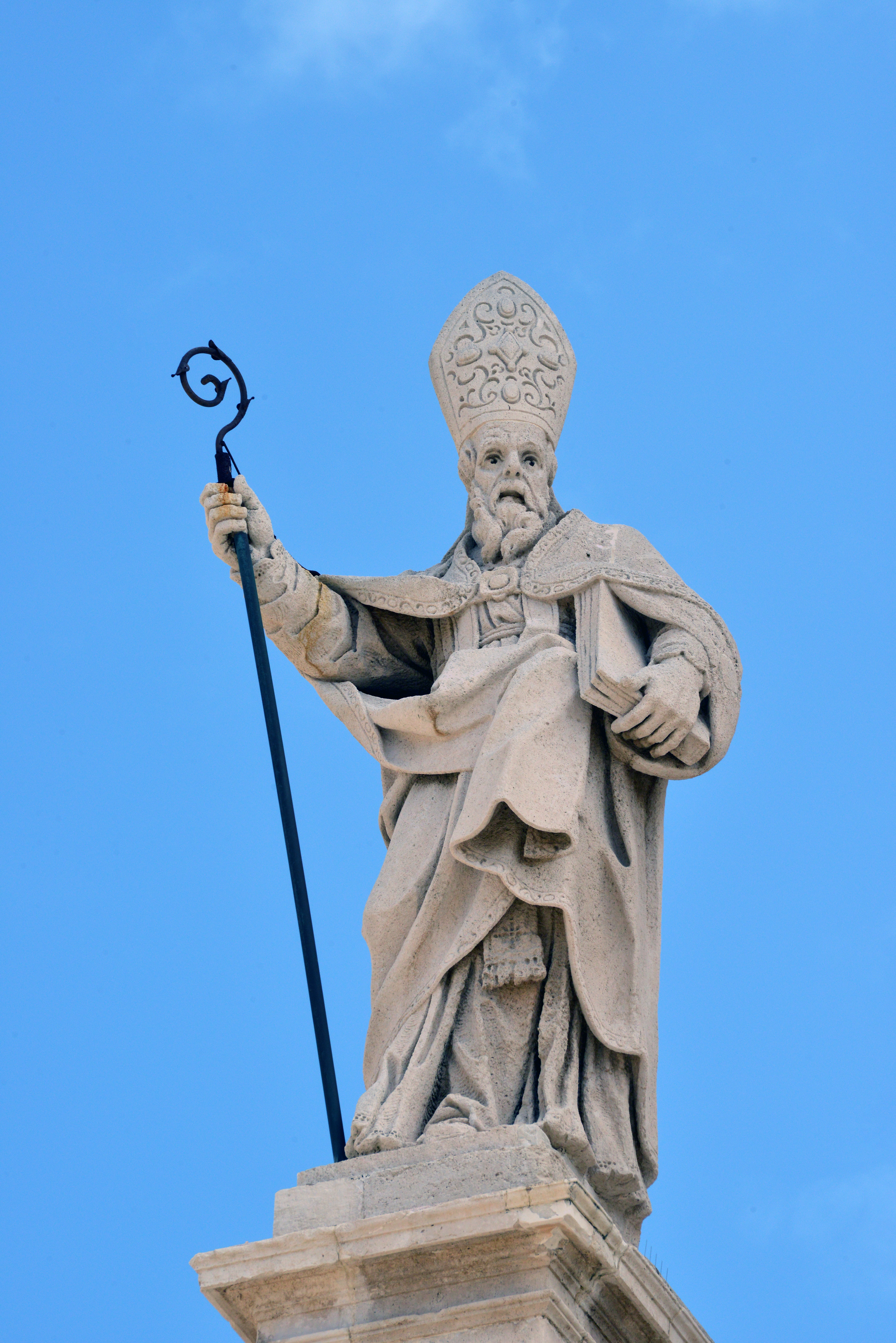
Pál apostol szobra a katedrális homlokzatán
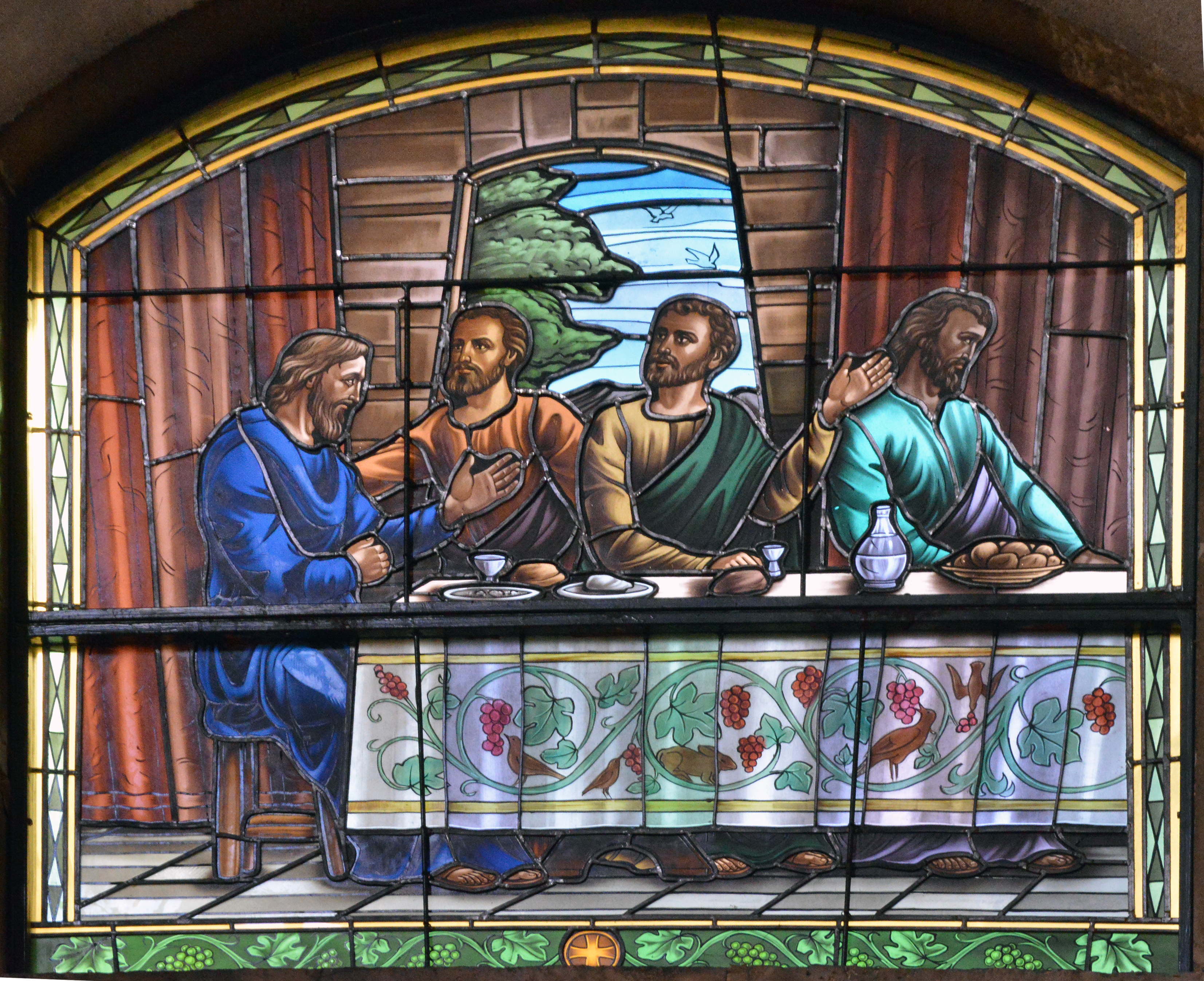
Szent Lúcia-kápolna festett üvegablaka